# Oxmantown

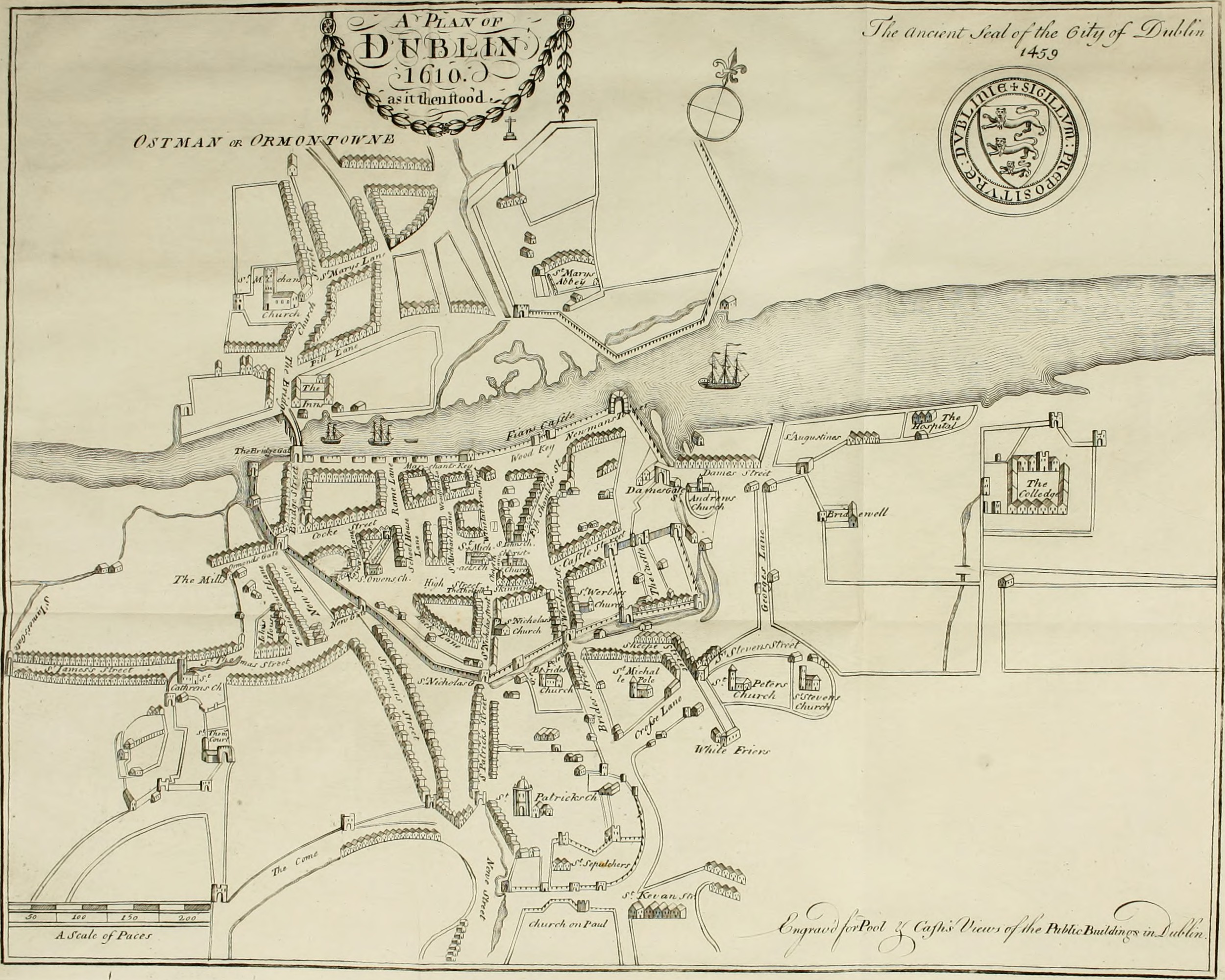
Ostmantowne, Sur la carte de John Speed de 1610

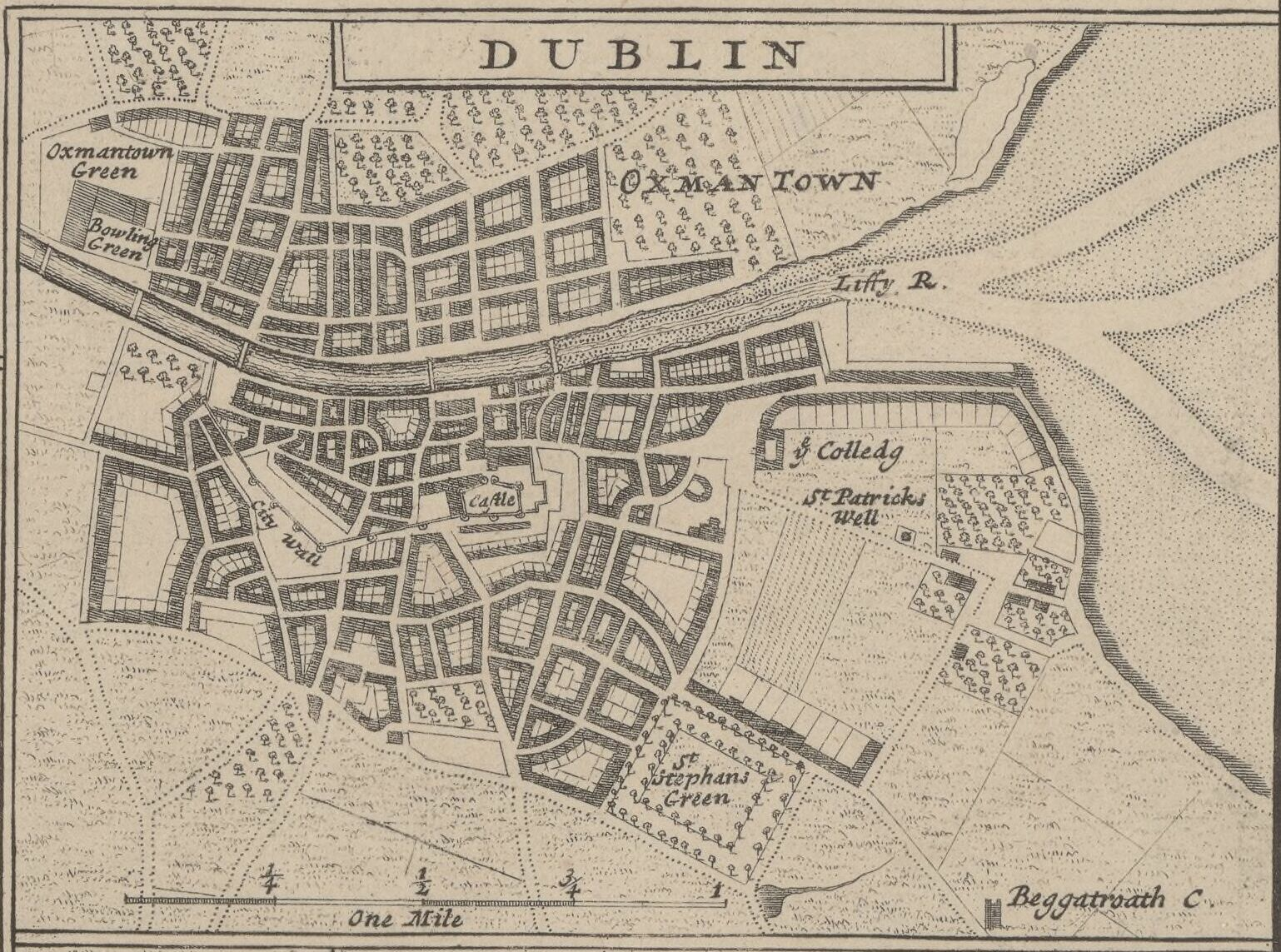
Oxman Town, sur la carte de Herman Moll de 1714

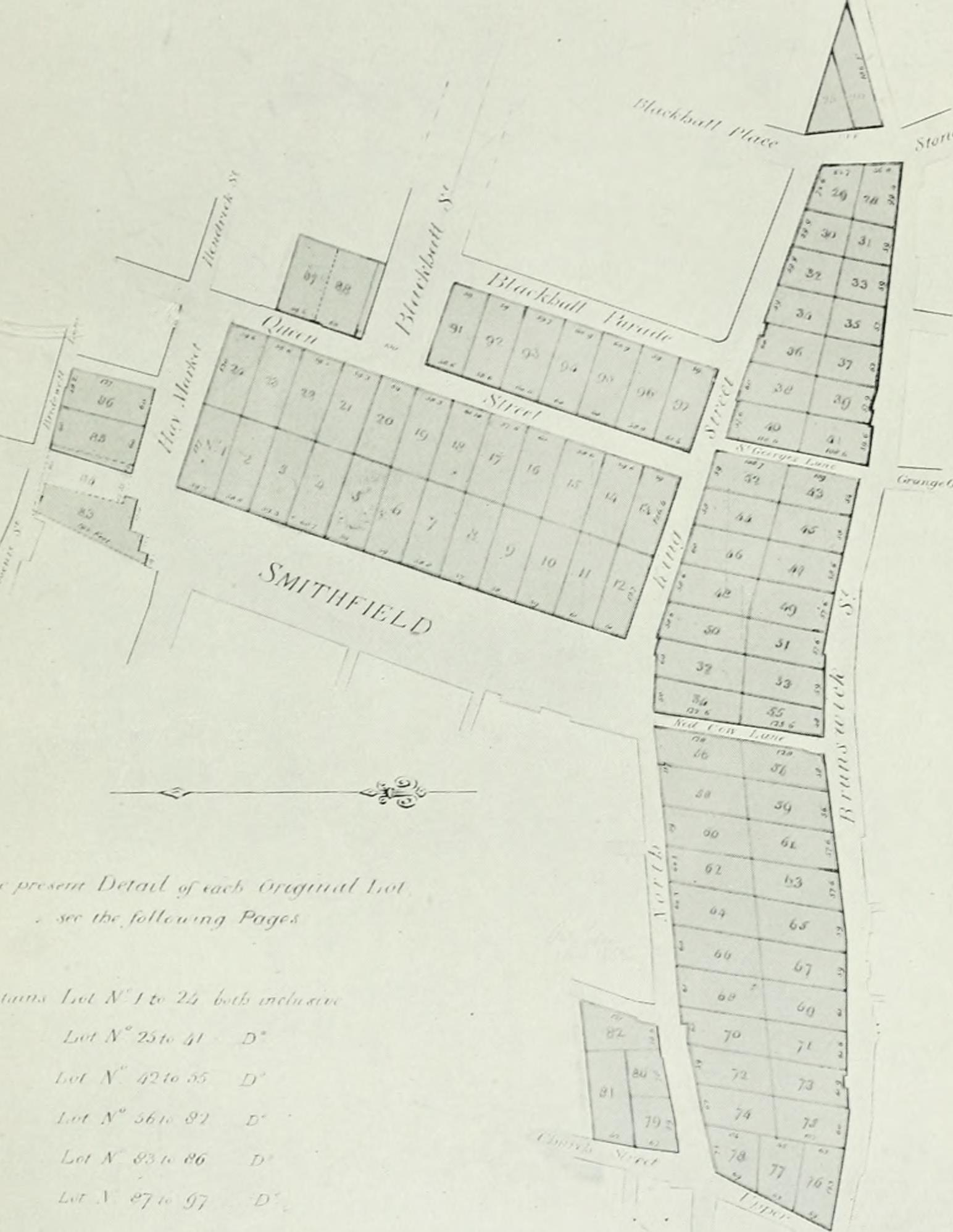
Plan du lotissement initial d'Oxmanstown green en 1665

Oxmanstown est un quartier aujourd'hui disparu de Dublin. Ce faubourg était situé sur la rive opposée de la Liffey par rapport à la vieille ville de Dublin, dans ce qui est aujourd'hui le quartier nord de la ville. Il est fondé au XIIe siècle par des Dublinois hiberno-norse ou « Ostmen » qui ont émigré volontairement ou ont été expulsés de l'intérieur des murs de Dublin après l'invasion anglo-normande et la décapitation en 1171 d'Askulf Mac Torkil, le dernier roi hiberno-norse de Dublin, par l'armée d'invasion. Le village était à l'origine connu sous le nom d'Ostmanby ou Ostmantown.
Le village est délimité à l'est par les terres de l'abbaye de St Mary et à l'ouest par Oxmantown Green, un vaste terrain communal. Oxmantown se trouve alors dans la paroisse de St Michan, qui était la seule église du Northside jusqu'à ce que les paroisses de St Mary et de St Paul soient créées en 1697 pour répondre à la croissance démographique du district,.
Le centre résidentiel d'Oxmantown est l'actuelle Church Street. Au XVIIe siècle, on y trouvait plusieurs maisons imposantes, dont l'une appartenait à Sir Robert Booth, le Lord Chief Justice d'Irlande. Sa maison jouxtait le jardin des King's Inns et, en 1664, il demanda la création d'un droit de passage à travers le jardin, afin de pouvoir entrer plus facilement dans les Inns par un chemin privé.
John Atherton, évêque anglican de Waterford et de Lismore, fut exécuté par pendaison à Oxmantown Green le 5 décembre 1640, après avoir été reconnu coupable de sodomie.
À l'époque moderne, le terme est encore parfois utilisé pour désigner la zone plus large autour de Smithfield, tandis que des lieux locaux tels que Oxmantown Road, Oxmantown Lane et divers commerces locaux font nominalement référence au nom du lieu.